# Gałacz
Gałacz (rum. Galați) – jedno z największych miast we wschodniej Rumunii, położone na lewym brzegu Dunaju, pomiędzy ujściami Prutu i Seretu, stolica okręgu.

## Historia
Pierwsze wzmianki o Gałaczu pochodzą z XII wieku, miejscowość ta była znana w średniowieczu. W XVIII wieku ważny port położony 150 km od ujścia Dunaju, mający przede wszystkim znaczenie w eksporcie drewna oraz zboża.

## Gospodarka
Największy rumuński port nad Dunajem, dostępny też dla statków morskich o mniejszej wyporności. W mieście znajdują się największe w kraju: huta stali i stocznia. Inne gałęzie przemysłu to maszynowy, metalowy, włókienniczy, spożywczy, drzewny, chemiczny, obuwniczy oraz materiałów budowlanych.

## Atrakcje turystyczne
- zabytkowe cerkwie
- Sobór św. Mikołaja (Sfântul Nicolae)[3]
- Muzeum Sztuki Współczesnej

## Transport
- Tramwaje w Gałaczu
- Trolejbusy w Gałaczu

## Sport
- Oțelul Gałacz – kilkakrotny uczestnik rozgrywek o Puchar UEFA
  - Stadion Oțelul
- FCM Dunărea Gałacz – klub piłkarski
- Metal Gałacz – klub piłkarski
- CSU Galați – klub piłkarski
- CSM Dunărea Galați – klub hokejowy

## Inne informacje
W Gałaczu znajduje się uczelnia Dunărea de Jos założona w 1948 roku, która w 1974 roku uzyskała status uniwersytecki. Gałacz jest siedzibą Komisji Dunaju, organu regulującego żeglugę na rzece na podstawie Konwencji Belgradzkiej z 18 VIII 1948 roku. Z Gałacza pochodzi piosenkarka popowa Giulia Anghelescu.

## Galeria

Sobór św. Mikołaja w Gałaczu
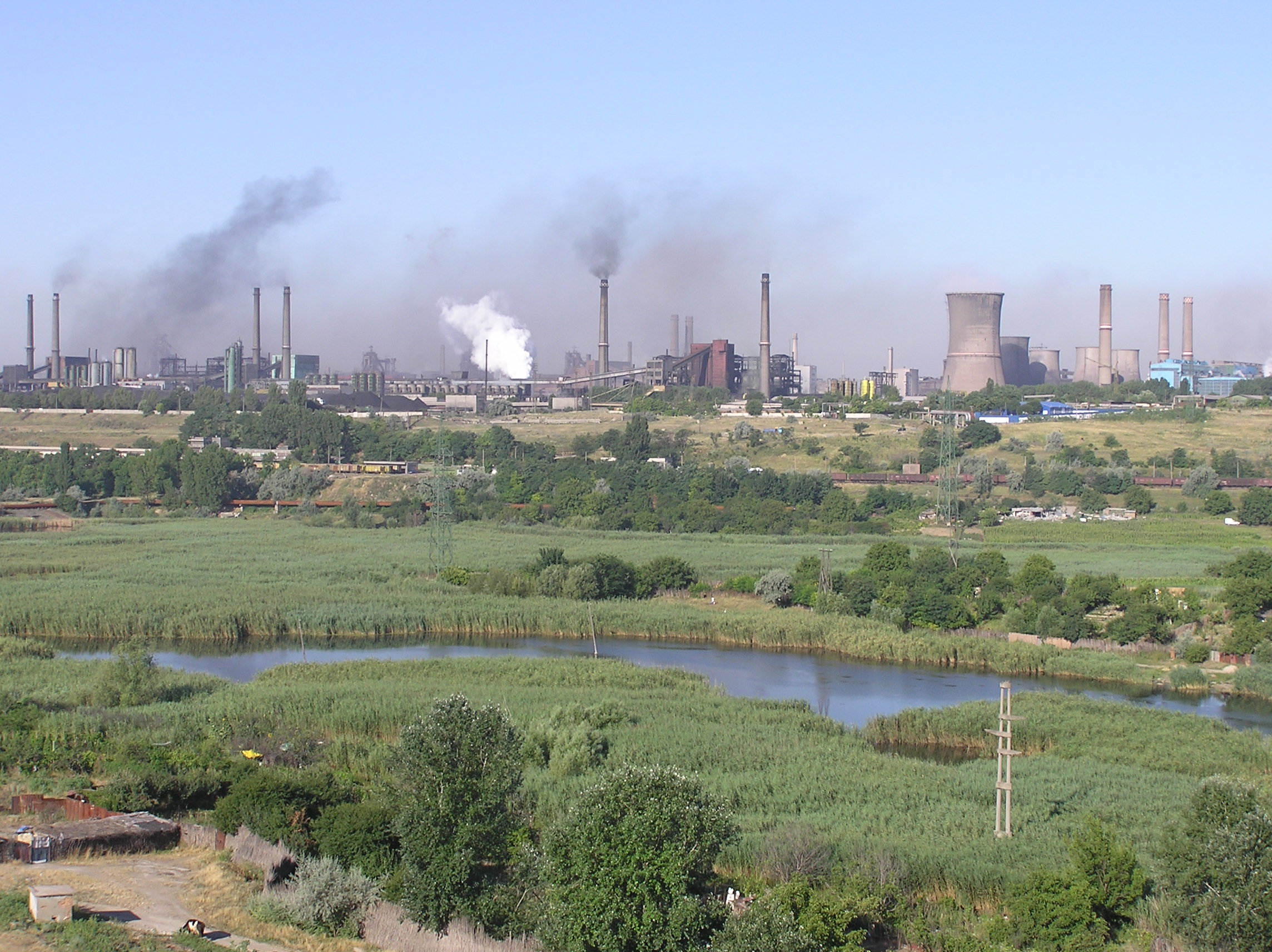
Huta żelaza Mittal Steel
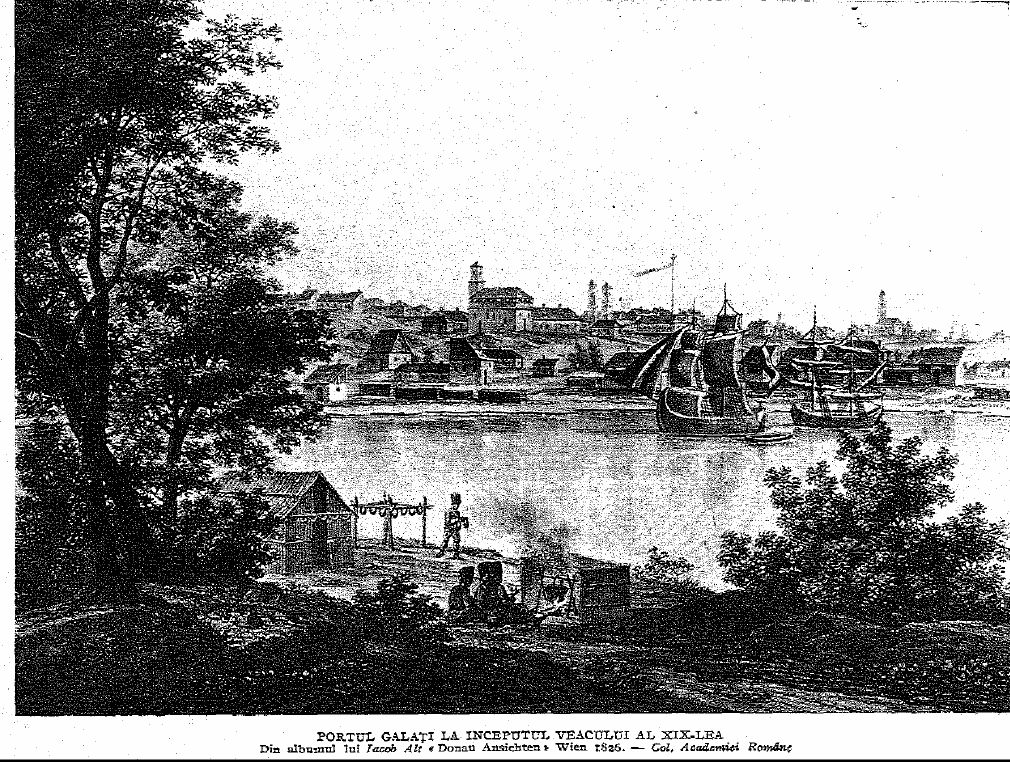
Gałacz w 1826 r.
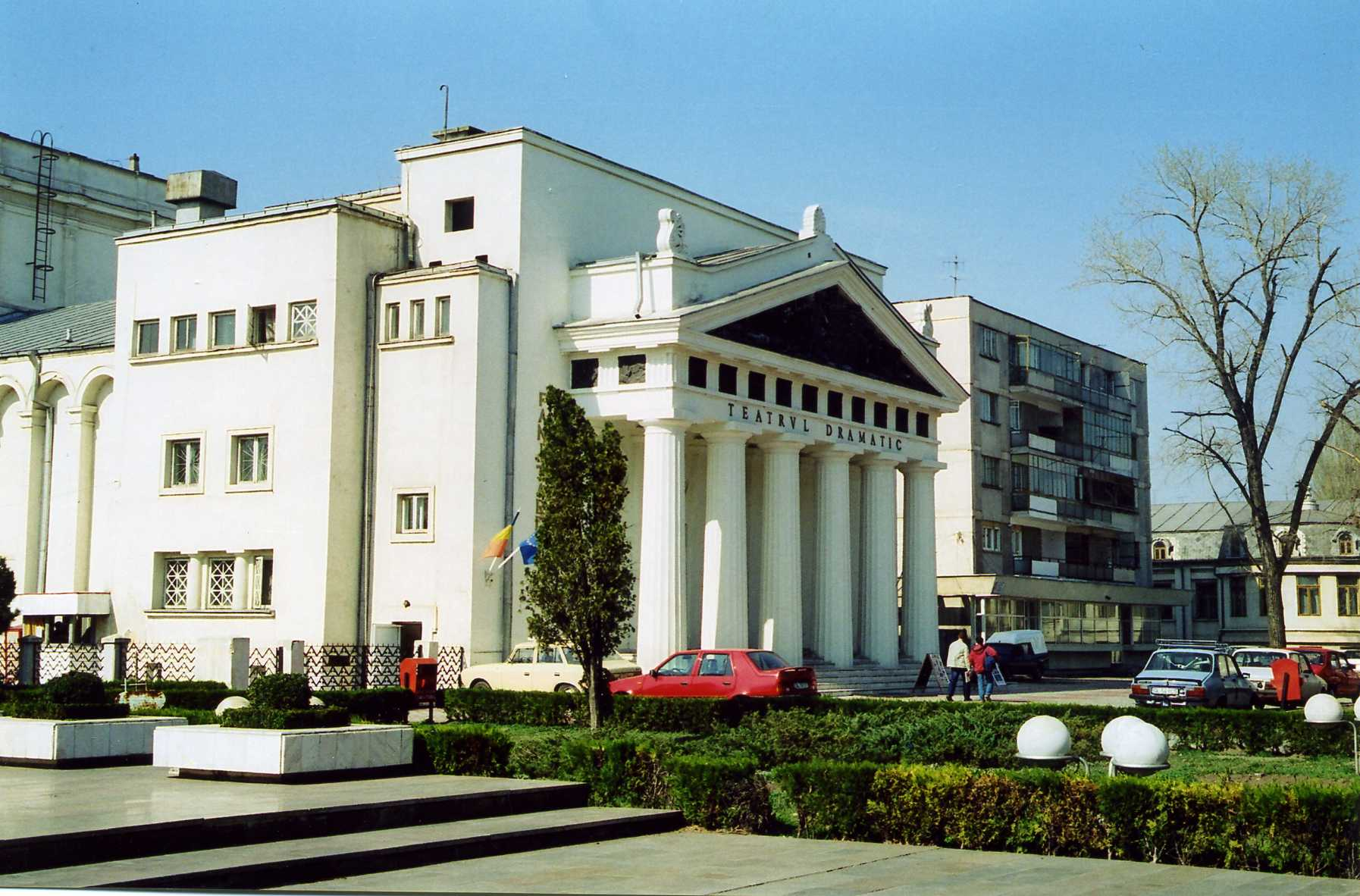
Teatr w Gałaczu
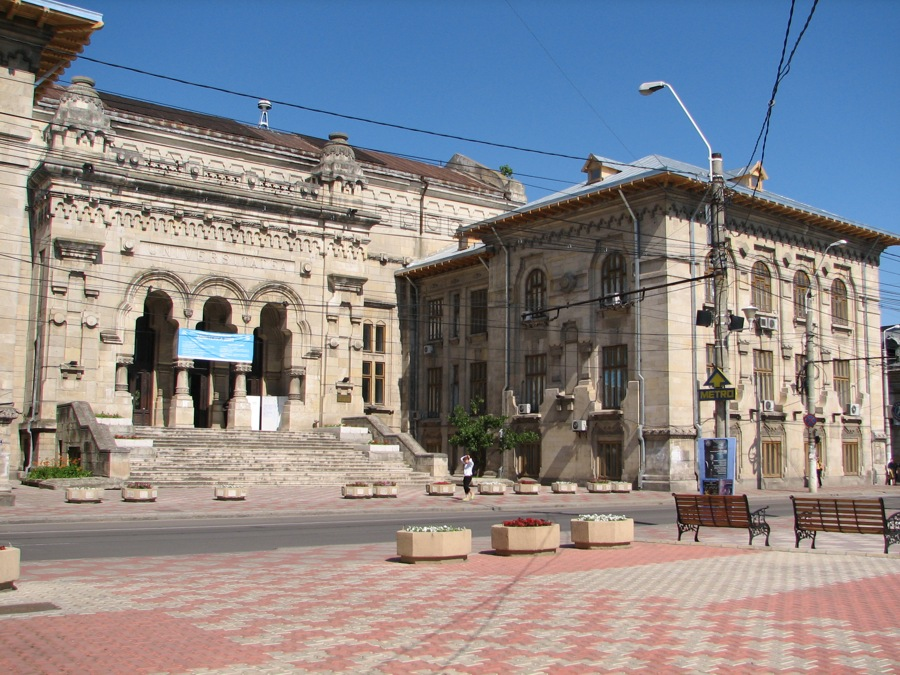
Uniwersytet Dunărea de Jos

## Miasta partnerskie
- Ankona
- Brindisi
- Coventry
- Hammond
- Jałta
- Jesi
- Limón
- Mikołajów
- Mumbaj
- Pessac
- Pireus
- Scottsbluff
- Sewastopol
- Wuhan